# Shanzhai

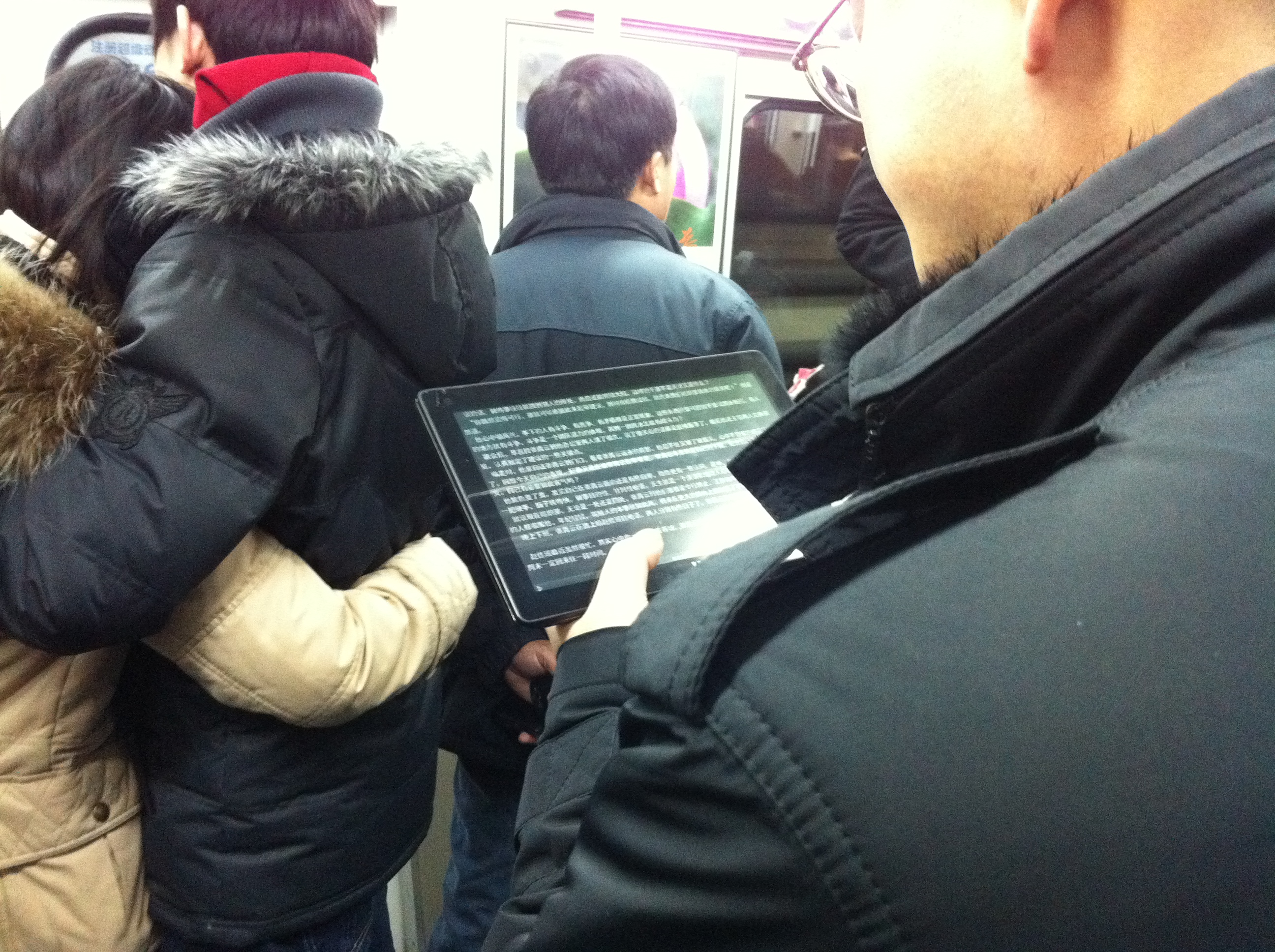
Usuario leyendo una novela en un dispositivo shanzhai basado en Android.

El shanzhai (en chino simplificado, 山寨; pinyin, shānzhài; jyutping, saan1 zaai6, literalmente pueblo de montaña o fortaleza de montaña) es un fenómeno económico-social contemporáneo chino que consiste en la falsificación de productos electrónicos y, recientemente, en la innovación generada a partir de estos productos copiados y mejorados con nuevas funcionalidades. Su nombre hace referencia a los fuertes de montaña ocupados por bandidos en la historia de China y, como tal, denota la ilegalidad e irregularidad de este tipo de empresas.

## Historia
El término shanzhai surgió a partir de 2005 cuando varios fabricantes chinos de teléfonos móviles empezaron a desarrollar circuitos y programas originales, contenidos en teléfonos cuyo aspecto imitaba el de las grandes marcas. Como fenómeno, este nace de la confluencia de factores locales (la cultura china, sus leyes y regulaciones) e internacionales (la ley de la oferta y la demanda de un mercado globalizado). Uno de sus aspectos más destacados consiste en proponer soluciones adaptadas a los consumidores chinos, como refrescos de cola adaptados al gusto local, al mismo tiempo que se reducen los costes de producción. Esto es posible gracias a un conocimiento avanzado por parte de los productores de las demandas del mercado y de las capacidades industriales del país.
Como motor de innovación, este entorno tecnológico, basado principalmente en la ciudad de Shenzhen, ha permitido la creación de algunas empresas exitosas, que pudieron comenzar su producción gracias a la transgresión de las leyes de propiedad intelectual pero que hoy en día ofrecen artículos originales. Sin embargo, a partir de marzo de 2011 se estima que un tercio de las compañías de teléfonos shanzhai de la ciudad tuvieron que cerrar. Esto se debió en parte a una bajada en los precios de los teléfonos de las grandes marcas y también debido a la iniciativa del Gobierno chino de aumentar la protección de la creación local y de las leyes de derechos de autor internacionales.

## Influencia cultural
La influencia del shanzhai ha trascendido la mera producción del aparatos electrónicos hasta llegar a inspirar el arte contemporáneo. De esta manera, los artistas se apropian de los códigos estéticos de las grandes marcas (logotipos, clips publicitarios, modelos) e incluso de otros artistas para así reflejar una imagen deformada de la sociedad de consumo. Un ejemplo de esta metodología es la llamada Shanzhai Biennal, una falsa bienal presentada bajo la forma de una serie de eventos y performances artísticas y creada por los artistas americanos Cyril Duval, Babak Radboy y Avena Gallagher.
En China, el shanzhai como tendencia cultural está basado en la imitación y parodia de productos culturales (como canciones, películas, programas de televisión o incluso celebridades). Este tipo de parodias ya existían en el pasado pero ahora su popularidad ha sido propulsada gracias a internet. En ese sentido, una de sus funciones es la de permitir a los ciudadanos apropiarse y subvertir la cultura producida por la élite económica china. En ese país existe un debate para saber si el shanzhai es un motor de creación cultural o si se trata solo de una moda pasajera.

## Críticas
En tanto que estrategia de falsificación, el shanzhai perjudica las compañías que son copiadas. Además, supone un engaño para los consumidores que creen haber comprado productos de la marca original. Por otra parte, puede representar un problema de seguridad y salud pública debido a sus bajos estándares de calidad (como ocurre con los teléfonos móviles que estallan al recalentarse, por ejemplo). En términos más generales, este fenómeno puede afectar negativamente la imagen de China, reforzando su estereotipo de país productor incapaz de innovar.